# لينو أنطونيو
لينو أنطونيو (بالبرتغالية: Lino António‏) هو رسام برتغالي، ولد في 26 نوفمبر 1898 في ليريا في البرتغال، وتوفي في 23 أكتوبر 1974 في لشبونة في البرتغال.